# 한국여성정치연맹
한국여성정치연맹(Korea Women's Political Caucus, 韓國女性政治聯盟)은 대한민국의 시민단체이다. 여성의 정치의식 고취와 입법정책 개발·지원 등을 통해 여성의 지위 향상, 성평등 사회 실현, 통일기반 구축 등을 목적으로 1991년 6월 3일에 설립된 전국 규모의 여성단체이다.

## 창립 목적
- 국회 의정 활동 지원
- 지방정치의 활성화를 위한 정책 개발 및 입법 건의
- 여성의 지위 향상을 위한 정책 개발 및 건의
- 여성의 정치 참여 확대와 정치 지도력 향상을 위한 교육 및 지원
- 여성의 인권 신장, 사회 참여 확대, 복지 확충 등 성평등 실현
- 여성의 사회적 일자리 창출
- 정치의 도덕성 진작

## 단체 강령
- 우리는 여성 스스로의 힘과 책임의식을 통하여 여성의 정치적 지위를 확고히 구축하고 여성의 정치 참여를 확장시킴으로써 성숙한 민주정치 구현에 앞장선다.
- 우리는 입법 활동과 국가 정책 수립에 참여할 수 있는 기회를 확대함으로써 우리 사회의 주도적 역할을 담당한다.
- 우리는 양심과 정의를 바탕으로 정치의 도덕성을 회복시키며 건강한 정치문화를 이룩한다.
- 우리는 경제정의의 실현에 앞장서서 사랑과 평화가 넘치는 복지사회를 이룩한다.
- 우리는 여성의 지혜와 역량을 종합하여 민족 분단의 상처를 치유하고 평화적인 민족 통일을 앞당긴다.
- 우리는 모든 여성에게 문호를 개방하며 모든 활동과 사업을 민주적, 초당적으로 추진한다.

## 사업 대상
- 여성정책개발
- 여성의 사회적 일자리 창출
- 여성의 인권 신장, 사회참여 확대, 복지 확충
- 여성 유권자 정치 의식 고취 및 여성 지도자 양성 교육·훈련
- 여성 인재 발굴 및 지원, 여성단체간 네트워킹 활동 강화
- 여성지방조직 확대 및 강화